# Conus miles
Conus miles é uma espécie de gastrópode do gênero Conus, pertencente à família Conidae.

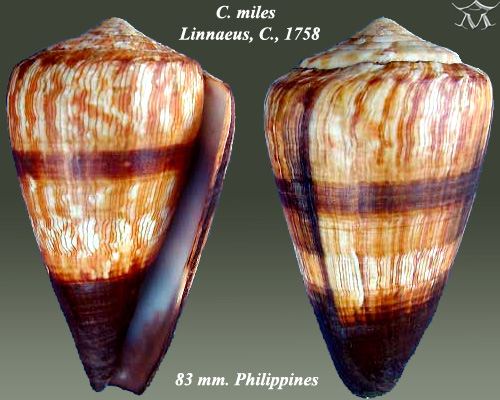
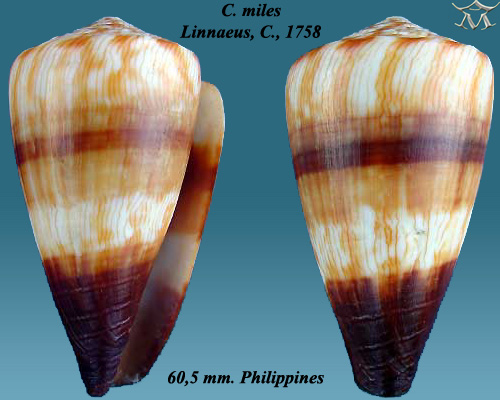
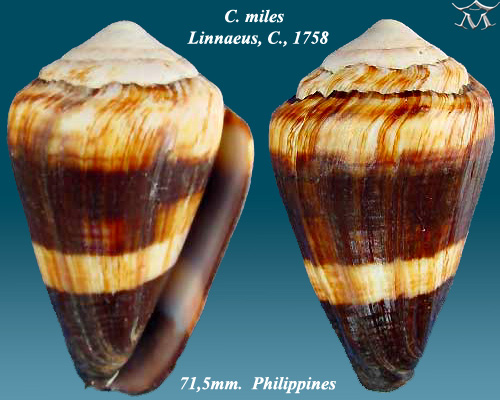
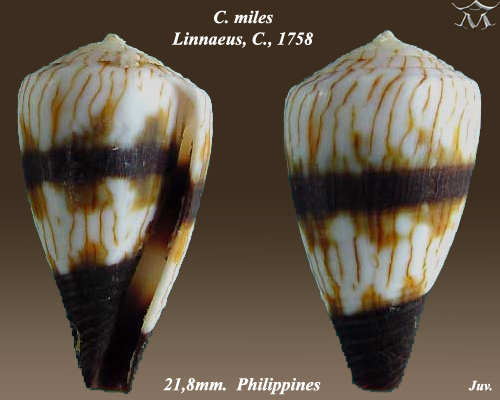